# ملوین ویلیج (نیوهمپشایر)
ملوین ویلیج (به انگلیسی: Melvin Village) شهری در ایالت نیوهمپشایر کشور ایالات متحده آمریکا است که جمعیت آن در سرشماری سال ۲۰۱۰ میلادی، ۲۴۱ نفر بوده‌است.